# ملعب ستريليكي أوستروف
ملعب ستريليكي أوستروف هو ملعب كرة قدم يقع في شيسكي بوديجوفيك، جمهورية التشيك، يقع بالقرب من نهر فلتافا. الملعب يحمل 6،746 شخصا وكان قد بني في 1940. قبل التجديد في عام 2003 كان لديها قدرة 12،000 شخص (1،500 جالس).